# Tennys Sandgren
Tennys Sandgren (* 22. července 1991 Gallatin, Tennessee) je americký profesionální tenista. Ve své dosavadní kariéře na okruhu ATP World Tour vyhrál jeden turnaj ve dvouhře, když triumfoval na ASB Classic 2019. Na challengerech ATP a okruhu ITF získal čtrnáct titulů ve dvouhře a sedmnáct ve čtyřhře. Před vstupem do profesionálního tenisu hrál v sezónách 2010–2011 univerzitní tenis za tým University of Tennessee.
Na žebříčku ATP byl ve dvouhře nejvýše klasifikován v lednu 2019 na 41. místě a ve čtyřhře v lednu 2014 na 115. místě. Na juniorském kombinovaném žebříčku ITF mu nejvýše patřila 9. příčka v dubnu 2009. Trénuje ho Jim Madrigal.
Spojené státy americké reprezentoval na odložených Letních olympijských hrách 2020 v Tokiu. Do semifinále mužské čtyřhry postoupil s Austinem Krajickem. Obě utkání o medaile však prohráli. Nejdříve s prvním světovým párem Chorvatů Mektićem a Pavićem a poté i zápas o bronz s Novozélanďany Daniellem a Venusem.

## Soukromý život
Narodil se roku 1991 v Gallatinu na území amerického unijního státu Tennessee. Křestní jméno Tennys neodkazuje na tenis či název státu, ale hráč jej získal po pradědu, jenž nepocházel z daného regionu.
Tenis začal hrát v pěti letech. V univerzitním týmu se připojil ke staršímu bratru Daveymu Sandgrenovi. Operaci levé kyčle podstoupil 5. března 2014 a zranění jej vyřadilo na více než šest měsíců ze hry, s žebříčkovým pádem na 714. příčku během února 2015.

## Tenisová kariéra
V rámci hlavních soutěží událostí okruhu ITF debutoval v červnu 2008, když na turnaji v newyorském Rochesteru prošel kvalifikačním sítem. Ve druhém kole dvouhry pak podlehl krajanu Gregorymu Oullettemu. Premiérový singlový titul na challengerech si odvezl z illinoiského Champaign, kde ve finále listopadového JSM Challenger of Champaign–Urbana 2013 s dotací 50 tisíc dolarů přehrál australského hráče Samuela Grotha až v tiebreaku rozhodující sady. Průnik mezi sto nejlepších tenistů zaznamenal 12. června 2017 po grandslamovém debutu na Roland Garros, když mu na žebříčku ATP patřila 100. příčka.
Ve dvouhře okruhu ATP World Tour debutoval na dubnovém U.S. Men's Clay Court Championships 2017 v Houstonu po šňůře 14 porážek v kvalifikacích turnajů. Až v Houstonu tuto sérii prolomil a ve dvouhře vypadl v úvodním kole s krajanem Ernestem Escobedem. Premiérový kariérní vyhraný zápas na túře ATP dosáhl během washingtonského Citi Open 2017, kde vyřadil Japonce Go Soedu a poté mu ve druhé sadě skrečoval desátý nasazený Australan Nick Kyrgios. Ve třetí fázi dohrál na raketě pozdějšího vítěze Alexandra Zvereva z Německa.
Debut v hlavní soutěži nejvyšší grandslamové kategorie zaznamenal v mužském deblu US Open 2014, do něhož obdržel s krajanem Chasem Buchananem divokou kartu. V úvodním kole však nenašli recept na dvojici Mate Pavić a André Sá. Dvouhru si poprvé zahrál na French Open 2017 po zisku divoké karty od pořadatelů. Soutěž opustil v první fázi porážkou od Kazacha Michaila Kukuškina. Do premiérového osmifinále prošel během lednového Australian Open 2018, kam přijel jako 97. hráč žebříčku. V prvním kole zdolal Francouze Jérémy Chardyho, aby následně poprvé v kariéře porazil hráče elitní světové desítky, osmého v pořadí Stana Wawrinku, který se na okruh vracel po více než půlroční zdravotní přestávce. Do čtvrtého kola jej posunula čtyřsetová výhra nad Němcem Maximilianem Martererem a v něm pak vyřadil rakouskou světovou pětku Dominica Thiema po pětisetové bitvě. Až 21letý Jihokorejec Čong Hjon mu nedovolil ve čtvrtfinále získat žádný set.

## Zápasy o olympijské medaile

### Mužská čtyřhra: 1
| Stav     | datum             | turnaj          | povrch | spoluhráč       | soupeři v zápase o medaili   | výsledek      |
| -------- | ----------------- | --------------- | ------ | --------------- | ---------------------------- | ------------- |
| 4. místo | 30. července 2021 | Tokio, Japonsko | tvrdý  | Austin Krajicek | Marcus Daniell Michael Venus | 6–7(3–7), 2–6 |

## Finále na okruhu ATP Tour
| Legenda                     |
| D – dvouhra; Č – čtyřhra    |
| Grand Slam (0)              |
| Turnaj mistrů (0)           |
| ATP Tour Masters 1000 (0)   |
| ATP Tour 500 (0)            |
| ATP Tour 250 (1–1 D; 0–1 Č) |

### Dvouhra: 2 (1–1)
| Stav      | č. | datum          | turnaj                 | povrch | soupeř ve finále | výsledek           |
| --------- | -- | -------------- | ---------------------- | ------ | ---------------- | ------------------ |
| Finalista | 1. | 15. dubna 2018 | Houston, Spojené státy | antuka | Steve Johnson    | 6–7(2–7), 6–2, 4–6 |
| Vítěz     | 1. | 12. ledna 2019 | Auckland, Nový Zéland  | tvrdý  | Cameron Norrie   | 6–4, 6–2           |

### Čtyřhra: 1 (0–1)
| Stav      | Č. | Datum      | Turnaj                       | Povrch | Spoluhráč       | Soupeři ve finále         | Výsledek             |
| --------- | -- | ---------- | ---------------------------- | ------ | --------------- | ------------------------- | -------------------- |
| Finalista | 1. | srpen 2019 | Winston-Salem, Spojené státy | tvrdý  | Nicholas Monroe | Łukasz Kubot Marcelo Melo | 7–6(8–6), 1–6, [3–10 |

## Tituly na challengerech ATP a okruhu Futures
| Legenda                    |
| -------------------------- |
| Challengery (3–4 D; 7–5 Č) |
| Futures (11–7 D; 9–3 Č)    |

### Dvouhra (14 titulů)
| č.  | datum         | turnaj                         | povrch    | poražený finalista | výsledek           |
| --- | ------------- | ------------------------------ | --------- | ------------------ | ------------------ |
| 1.  | červenec 2011 | Godfrey, Spojené státy         | tvrdý     | Rudolf Siwy        | 6–2, 7–5           |
| 2.  | srpen 2011    | Decatur, Spojené státy         | tvrdý     | Bassam Beidas      | 6–3, 6–1           |
| 3.  | březen 2012   | Calabasas, Spojené státy       | tvrdý     | Daniel Kosakowski  | 6–3, 7–5           |
| 4.  | duben 2012    | Little Rock, Spojené státy     | tvrdý     | John Peers         | 6–1, 7–6(8–6)      |
| 5.  | květen 2012   | Tampa, Spojené státy           | antuka    | Bjorn Fratangelo   | 6–1, 6–3           |
| 6.  | září 2012     | Markham, Kanada                | tvrdý (h) | Peter Polansky     | 6–4, 6–3           |
| 1.  | listopad 2013 | Champaign, Spojené státy       | tvrdý (h) | Samuel Groth       | 3–6, 6–3, 7–6(7–5) |
| 7.  | březen 2015   | Gatineau, Kanada               | tvrdý (h) | Philip Bester      | 6–3, 7–6(9–7)      |
| 8.  | červen 2015   | Charlottesville, Spojené státy | tvrdý     | Ernesto Escobedo   | 6–4, 6–4           |
| 9.  | červen 2016   | Charlottesville, Spojené státy | tvrdý     | Dennis Nevolo      | 6–3, 6–3           |
| 10. | červenec 2016 | Godfrey, Spojené státy         | tvrdý     | Facundo Mena       | 6–0, 6–4           |
| 11. | červenec 2016 | Edwardsville, Spojené státy    | tvrdý     | Marc Polmans       | 7–6(7–4), 1–6, 6–3 |
| 2.  | únor 2017     | Tempe, Spojené státy           | tvrdý     | Nikola Milojević   | 4–6, 6–0, 6–3      |
| 3.  | květen 2017   | Savannah, Spojené státy        | antuka    | João Pedro Sorgi   | 6–4, 6–3           |

### Čtyřhra (17 titulů)
| č. | datum         | turnaj                         | povrch    | spoluhráč         | poražení finalisté              | výsledek                   |
| -- | ------------- | ------------------------------ | --------- | ----------------- | ------------------------------- | -------------------------- |
| 1. | červenec 2010 | Pittsburgh, Spojené státy      | antuka    | Rhyne Williams    | Greg Ouellette Vasek Pospisil   | 3–6, 6–3, [11–9]           |
| 2. | září 2011     | Toronto, Kanada                | tvrdý     | Rhyne Williams    | Chase Buchanan Peter Kobelt     | 6–1, 6–3                   |
| 3. | únor 2012     | Brownsville, Spojené státy     | tvrdý     | Rhyne Williams    | Ruben Gonzales Chris Kwon       | 7–6(7–4), 6–0              |
| 4. | březen 2012   | Harlingen, Spojené státy       | tvrdý     | Rhyne Williams    | Thomas Fabbiano Wu Ti           | 6–7(6–8), 7–5, [10–6]      |
| 5. | duben 2012    | Little Rock, Spojené státy     | tvrdý     | Greg Ouellette    | Marvin Barker Edward Corrie     | 4–6, 7–6(7–2), [10–8]      |
| 6. | září 2011     | Markham, Kanada                | tvrdý (h) | Chase Buchanan    | Carsten Ball Peter Polansky     | 6–2, 4–6, [10–7]           |
| 1. | říjen 2012    | Sacramento, Spojené státy      | tvrdý     | Rhyne Williams    | Devin Britton Austin Krajicek   | 4–6, 6–4, [12–10]          |
| 2. | květen 2013   | Tallahassee, Spojené státy     | antuka    | Austin Krajicek   | Greg Jones Peter Polansky       | 1–6, 6–2, [10–8]           |
| 7. | červenec 2013 | Saskatoon, Kanada              | tvrdý     | Austin Krajicek   | Roman Borvanov Milan Pokrajac   | 6–4, 3–6, [10–6]           |
| 3. | září 2013     | İzmir, Turecko                 | tvrdý     | Austin Krajicek   | Brydan Klein Dane Propoggia     | 7–6(7–4), 6–4              |
| 4. | leden 2014    | Nouméa, Francie                | tvrdý     | Austin Krajicek   | Ante Pavić Blaž Rola            | 7–6(7–4), 6–3              |
| 5. | leden 2015    | Nouméa, Francie (2)            | tvrdý     | Austin Krajicek   | Jarmere Jenkins Bradley Klahn   | 7–6(7–2), 6–7(5–7), [10–5] |
| 8. | září 2015     | Toronto, Kanada                | antuka    | Chase Buchanan    | Sami Reinwein Justin S. Shane   | 6–1, 6–3                   |
| 6. | listopad 2015 | Charlottesville, Spojené státy | tvrdý (h) | Chase Buchanan    | Peter Polansky Adil Shamasdin   | 3–6, 6–4, [10–5]           |
| 9. | duben 2016    | Little Rock, Spojené státy     | tvrdý     | Ryan Lipman       | Nick Chappell Dane Webb         | 6–3, 6–2                   |
| 7. | listopad 2016 | Champaign, Spojené státy       | tvrdý (h) | Austin Krajicek   | Luke Bambridge Liam Broady      | 7–6(7–4), 7–6(7–2)         |
| 8. | leden 2022    | Columbus, Spojené státy        | tvrdý (h) | Mikael Torpegaard | Luca Margaroli Jasutaka Učijama | 5–7, 6–4, [10–5]           |